# Da Is Arenas a Tonnara (Marina di Gonnesa)
Da Is Arenas a Tonnara (Marina di Gonnesa) este o arie protejată (arie specială de conservare — SAC, sit de importanță comunitară — SCI) din Italia întinsă pe o suprafață de 532 ha, din care 60 % marine.

## Localizare
Centrul sitului Da Is Arenas a Tonnara (Marina di Gonnesa) este situat la coordonatele 39°16′46″N 8°25′44″E / 39.279444°N 8.428889°E.

## Înființare
Situl Da Is Arenas a Tonnara (Marina di Gonnesa) a fost declarat sit de importanță comunitară în iunie 1995 pentru a proteja 4 specii de animale. Situl a fost protejat și ca arie specială de conservare în aprilie 2017.

## Biodiversitate
Situată în ecoregiunea mediteraneană, aria protejată conține 11 habitate naturale: Dune de coastă cu Juniperus spp., Păduri de Quercus ilex și Quercus rotundifolia, Dune împădurite cu Pinus pinea și/sau Pinus pinaster, Recifuri, Dune cu vegetație ierboasă Brachypodietalia cu specii anuale, Dune de pe litoral fixate cu Crucianellion maritimae, Dune mobile cu vegetație embrionară, Dune cu vegetație ierboasă Malcolmietalia, Bancuri de nisip acoperite în permanență slab de apă marină, Straturi cu Posidonia (Posidonion oceanicae), Dune mobile de-a lungul țărmului cu Ammophila arenaria („dune albe”).
La baza desemnării sitului se află mai multe specii protejate:
- păsări (3): Calonectris diomedea, Larus audouinii, Phalacrocorax aristotelis desmarestii
- reptile (1): Euleptes europaea

Pe lângă speciile protejate, pe teritoriul sitului au mai fost identificate 4 specii de plante, 11 specii de păsări.